# Mesnil-Saint-Nicaise
Mesnil-Saint-Nicaise település Franciaországban, Somme megyében. Lakosainak száma 563 fő (2022. január 1.). Mesnil-Saint-Nicaise Béthencourt-sur-Somme, Curchy, Morchain, Nesle, Potte és Rouy-le-Grand községekkel határos.

## Népesség
A település népességének változása:
| Lakosok száma | 565  | 564  | 569  | 561  | 559  | 561  | 556  | 558  | 563  |
|               | 2013 | 2015 | 2016 | 2017 | 2018 | 2019 | 2020 | 2021 | 2022 |